# Deutscher Gehörlosen-Sportverband
Der Deutsche Gehörlosen-Sportverband e. V. (DGSV) ist der deutsche Dachverband für Sport von Gehörlosen und Menschen mit Hörbehinderung.

## Geschichte

### Der Weg zum VDTVfL
Mitte des 19. Jahrhunderts kamen Turner, Kegler und Schachspieler zusammen und bildeten Sportgemeinschaften. Mit der Gründung des „Taubstummen Turnvereinigung Berlin“, am 18. Oktober 1888, wurde der Grundstein für ein organisiertes Sportwesen gelegt. Im folgenden Jahr wird der Verein in „Taubstummen Turnverein 'Friedrich' Berlin“ umbenannt und um eine Frauenabteilung erweitert, 1896 kam eine Jugendabteilung dazu. Führende Person bei der Gründung des Vereins war der Schulrat Albert Gutzmann, der erste Direktor einer Taubstummenschule in Deutschland, der für Taubstumme den Turnunterricht einführte. Andere Sportgemeinschaften folgten dem Beispiel vom „Taubstummen Turnverein 'Friedrich' Berlin“ und gründeten deutschlandweit weitere Vereine.
Am 21. August 1910 wurde der „Verband Deutscher Taubstummen-Vereine für Leibesübungen“ (VDTVfL) unter dem Vorsitz von Hermann Hauboldt in Köln gegründet.

### Gründung des VDTTV
1913 kam es zu dem ersten Zusammentreffen von taubstummen Turnern aus ganz Deutschland im Rahmen des Deutschen Turnfestes in Leipzig. Es wurde der „Ausschuss zur Förderung des Turnens unter den Taubstummen“ (AFTT) gegründet. Einige Ausschussmitglieder strebten die Auflösung des „Verband Deutscher Taubstummen-Vereine für Leibesübungen“ an, dies blieb jedoch ohne Erfolg. Bei dem außerordentlichen Turntag, im Mai 1914 in Halle, wurde der Ausschuss zum „Verband deutscher Taubstumm-Turnvereine“ umbenannt. Eine komplette Einigung zwischen Ausschuss und Verband bleibt aus, da der Ausbruch des Ersten Weltkrieges den Turnsport der Gehörlosen fast zum Erliegen bringt.

### Vom VDTTS zum DGSV
1919 wird beim Turntag in Bielefeld der „Verband deutscher Taubstummen Turn- und Sportvereine“ (VDTTSV) gegründet, eine Verschmelzung zwischen dem VDTTVfL und dem AFTT.
Auf dem Verbandstag 1921 in Magdeburg ändert der Verband seinen Namen in „Verband Deutscher Taubstummen-Vereine für Leibesübungen“ (VDTVfL). Im Jahr 1924 wurde bei dem Verbandstag in Nürnberg ein „Reichsausschuss deutscher Taubstummen-Verbände für Leibesübungen“ gegründet, alle Gruppen die im VDTVfL waren, bekamen ihre Selbstständigkeit zurück. Nun nannte sich der Verband „Verband deutscher Taubstummen Turn- und Sportvereine“ (VDTTSV). Im Jahr 1933 gab es nur noch den VDTTSV.
Unter dem Vorsitz von Heinrich Siepmann organisierte sich der Gehörlosensport im Jahr 1946 neu. Der Deutsche Gehörlosen-Sportverband (DGSV) wird in Hannover gegründet.

## Struktur und Mitglieder des DGSV

### Verbandstag
Der Verbandstag ist höchstes Organ des DGSV und findet jedes Jahr im November, am Wochenende nach Buß- und Bettag, statt.
Aufgaben:
- Wahl des Vorstandes (§ 26 BGB)
- Wahl der Kassenprüfer, die Wahl der Mitglieder des Schiedsgerichtes und die Wahl der Mitglieder des Gnadenausschusses
- Entgegennahme des Rechenschaftsberichts des Vorstandes
- Entlastung des Vorstandes gemäß § 26 BGB und des Präsidiums
- Genehmigung des Haushaltsplanes für das nächste Kalenderjahr
- Entgegennahme und Genehmigung des Finanzberichtes vergangene Jahr
- Festlegung der Höhe des Mitgliedsbeitrages
- Änderung der Satzung
- Erledigung von Anträgen
- Bestätigung des Vorsitzenden der DGSJ
- Bestätigung der Verbandsfachwarte
- Aufnahme und der Ausschluss von Mitgliedsverbänden

Zusammensetzung des Verbandstages:
- Die Mitglieder des Präsidiums
- Die Delegierten der ordentlichen Mitgliedsverbände
- Die Delegierten der Fachsparten
- Die Delegierten der dgsj

### Vorstand
Zusammensetzung des Vorstandes:
- Der Präsident
- Der Vizepräsident Sport
- Der Vizepräsident Finanzen
- Der Vizepräsident Kommunikation
- Der Vizepräsident Sportentwicklung

### Präsidium
Zusammensetzung des Präsidiums:
- Alle Mitglieder des Vorstands
- Der Generalsekretär
- Der Sportdirektor
- Der Vorsitzende der Sportjugend

Der Sportdirektor hat beratende Stimme im Präsidium.

### Landesverbände
| Bundesland:             | Landesverband:                                       |
| ----------------------- | ---------------------------------------------------- |
| Baden-Württemberg:      | Gehörlosen-Sportverband Baden-Württemberg e. V.      |
| Bayern:                 | Bayerischer Gehörlosen-Sportverband e. V.            |
| Berlin:                 | Gehörlosen-Sportverband Berlin-Brandenburg e. V.     |
| Brandenburg:            | Gehörlosen-Sportverband Berlin-Brandenburg e. V.     |
| Bremen:                 | Landes–Gehörlosen–Sportverband Bremen e. V.          |
| Hamburg:                | Gehörlosen-Sportverband Hamburg e. V.                |
| Hessen:                 | Hessischer Gehörlosen-Sportverband e. V.             |
| Mecklenburg-Vorpommern: | Gehörlosen-Landessportverband Mecklenburg-Vorpommern |
| Niedersachsen:          | Gehörlosen-Sportverband Niedersachsen e. V.          |
| Nordrhein-Westfalen:    | Gehörlosen-Sportverband Nordrhein-Westfalen e. V.    |
| Rheinland-Pfalz:        | Gehörlosen-Sportverband Rheinland-Pfalz e. V.        |
| Sachsen:                | Gehörlosen-Sportverband Sachsen e. V.                |
| Sachsen-Anhalt:         | Gehörlosensportverband Sachsen-Anhalt e. V.          |
| Schleswig-Holstein:     | Gehörlosen-Sportverband Schleswig-Holstein e. V.     |
| Thüringen:              | Gehörlosen-Sportverband Thüringen e. V.              |

### Deutsche Gehörlosen-Sportjugend (dgsj)
Alle Kinder und Jugendliche in den Mitgliedsvereinen des DGSV und die gewählten Vertreter der dgsj bilden die Deutsche Gehörlosen-Sportjugend (dgsj). Die dgsj ist als Träger der freien Jugendhilfe gemäß § 75 SGB III und als Jugendorganisation bei den Spitzenverbänden der Deutschen Sportjugend anerkannt. Sie tritt für die Mitbestimmung und Mitverantwortung der Kinder und Jugendliche ein.
Die dgsj führt u. a. Jahrgangs- oder Schüler- und Jugendmeisterschaften durch, außerdem finden Bundesjugendtreffen für junge Sportbegeisterte, in unregelmäßigen Abständen, statt. Die DGSV Bundestrainer nutzen die Gelegenheit bei diesen Veranstaltungen ihre Kader mit neuen Talenten zu ergänzen.

### Fachsparten
Sie sind für die Organisation und Verwaltung des nationalen Sportwesens verantwortlich, dazu gehören die Durchführung von Deutschen Gehörlosen Meisterschaften, Pokal- und Jugendmeisterschaften, Mitarbeit bei Lehrgängen für Spitzen- und Nachwuchssportler.
In 15 Sportarten ist der DGSV international vertreten, es gibt 19 Nationalkader, in denen ca. 52 Spitzensportler auf z. B. Europa-, Weltmeisterschaften und den Deaflympics (vom IOC anerkannte Olympische Spiele der Gehörlosen), vorbereitet werden.

#### Fachsparten im Leistungssport
Alle aufgeführten Fachsparten im Leistungssport werden vom Bundesministerium des Innern (BMI) und von der Stiftung Deutsche Sporthilfe (SDS) gefördert.
| - Badminton - Basketball - Bowling - Fußball | - Handball - Leichtathletik - Radsport - Schach | - Schwimmen - Sportschießen - Tennis - Tischtennis | - Volleyball (mit Beachvolleyball) - Wintersport (nur Ski Alpin) |

#### Fachsparten im Breitensport
Die nachfolgend aufgeführten Fachsparten werden nicht vom BMI und SDS gefördert.
| - Darts - Golf - Triathlon | - Kegeln (Bohle, Classic, Schere) - Motorsport - Curling | - Wasserball - Freizeitsport - Pétanque |

### Mitgliedschaften des DGSV
| ICSD | = | International Committee of Sports for the Deaf |
| EDSO | = | European Deaf Sport Organization               |
| ICCD | = | International Chess Committee of the Deaf      |
| DIBF | = | Deaf International Basketball Federation       |
| DOSB | = | Deutscher Olympischer Sportbund                |
| DGB  | = | Deutscher Gehörlosen-Bund                      |

## Aufgaben des DGSV
- Entwicklung, Aufrechterhaltung und die Weiterentwicklung des Gehörlosensports und besonders des Jugendsports.
- Den Gehörlosensport im Inland wie im Ausland zu vertreten, sei es gegenüber Einzelpersonen, Vereinen, Verbänden oder Regierungen und alle damit in Zusammenhang stehenden Fragen zum gemeinsamen Wohl aller Mitglieder in sportlichem Geist zu regeln.
- Sicherstellen, dass der Gehörlosensport innerhalb der Bundesrepublik Deutschland nach den nationalen und internationalen Regeln ausgetragen wird.
- Ausbildung von Trainern und Übungsleitern sowie die Förderung von Sportlehrgängen und die Durchführung von Maßnahmen allgemeinbildender und jugendsportpflegerischer Art.
- In Wettbewerben der im DGSV betriebenen Sportarten jeweils die deutschen Gehörlosenmeister, in überregionalen Pokalwettbewerben deren Sieger ermitteln zu lassen, die hierzu notwendigen Regelungen im Rahmen seiner Ordnungen aufzustellen, ferner Länderspiele und die zu ihrer Vorbereitung notwendigen Spiele und Lehrgänge durchzuführen.

### Ausschüsse

#### Leistungssportausschuss
Aufgaben:
Beim DGSV besteht zur Klärung von Fragen zum Leistungssport ein Ausschuss für Leistungssport, dem folgende Personen angehören: Vizepräsident Sport, Referent für sportliche Angelegenheiten, Sportdirektor, Leistungssportreferent und je ein gewählter Vertreter der Aktivensprecher, der Trainer und Verbandsfachwarte. Der Ausschuss tritt bei Bedarf zusammen.

#### Ausschuss für sportmedizinische Angelegenheiten
Der Ausschuss für sportmedizinische Angelegenheiten besteht zur Behandlung medizinischer Fragen, er setzt sich aus dem Verbandsarzt, dem leitenden Physiotherapeuten, dem Vizepräsident Sport, dem Generalsekretär und dem Sportdirektor zusammensetzt. Er tritt bei Bedarf zusammen.

#### Ad-hoc Ausschüsse
Für zeitlich begrenzte Aufgaben kann das Präsidium Ad-hoc Ausschüsse bilden. Deren
Tätigkeit endet mit der Erfüllung ihres Auftrages. Für Beschlüsse gelten die gleichen
Regeln wie für die anderen Ausschüsse auch.

## Präsidenten
| 1910–1914: |  | Hermann Hauboldt       |
| 1914–1924: |  | Hermann Zech           |
| 1924–1933: |  | Hermann Hauboldt       |
| 1946–1974: |  | Heinrich Siepmann (†)  |
| 1974–1991: |  | Friedrich Waldow       |
| 1991–2003: |  | Hubert Wilhelm         |
| 2003–2013: |  | Karl-Werner Broska (†) |
| 2013–2017: |  | Winfried Wiencek (†)   |
| 2017–2019: |  | Norbert Hensen         |
| 2019–2021  |  | Josef Willmerdinger    |
| 2021–2022  |  | Norbert Hensen komm.   |
| 2022–2023  |  | Tobias Burz            |
| 2023-jetzt |  | Katharina Pape         |

## Ehrenmitglieder
| Theo Krumscheid (†)  | Ehrenmitglied |
| Harry Förster (†)    | Ehrenmitglied |
| Käthi George         | Ehrenmitglied |
| Peter Fiebiger       | Ehrenmitglied |
| Winfried Wiencek (†) | Ehrenmitglied |

## Ehrungen

### Ehrennadel
Personen, die sich durch langjährige verdienstvolle Mitarbeit im DGSV oder herausragende sportliche Leistungen ausgezeichnet haben, wird die Ehrennadel verliehen.
- Bronze für 10 Jahre Vorstandstätigkeit oder aktive Mitarbeit/Sportler wird verliehen an:
  - Mitglieder eines Vereinsvorstandes
  - Mitglieder eines Verbandsvorstandes (auf Landes- und Bundesebene)
  - aktive Mitarbeiter mit besonderem Engagement
  - aktive Sportler mit herausragender Leistung
- Silber für 25 Jahre Vorstandstätigkeit oder aktive Mitarbeit/Sportler wird verliehen an:
  - Träger der Ehrennadel in Bronze
- Gold für 40 Jahre Vorstandstätigkeit oder aktive Mitarbeit/Sportler wird verliehen an:
  - Träger der Ehrennadel in Silber

### Heinrich-Siepmann-Medaille
Der Verband verleiht zur Würdigung hervorragender sportlicher oder ehrenamtlicher Verdienste seit 1976 die Heinrich-Siepmann-Medaille.

## Förderer, Partner und Unterstützer

### Förderer
- Bundesministerium des Innern
- Stiftung Deutsche Sporthilfe

### Partner

#### Hauptpartner
- Volkswagen AG
- powerone
- VDAI

#### Medienpartner
- Deutsche Gehörlosenzeitung
- Life in Sight
- hearZONE
- Deutsche Cochlea Implantat Gesellschaft
- Schnecke-online.de

### Unterstützer
- Zimmer
- Erima